# György Sztantics
György Sztantics [ˈɟørɟ ˈstɒntitʃ] (* 19. August 1878 in Szabadka, heute Subotica; † 9. Juli 1918 ebenda) war ein ungarischer Leichtathlet. Er war der zweite Olympiasieger im Gehen. 
Am 30. April 1906 bei den Olympischen Zwischenspielen wurde über 1500 Meter der erste Gehwettbewerb der olympischen Geschichte ausgetragen. Es gewann der US-Amerikaner George Bonhag, der eigentlich ein Mittelstreckenläufer war. In diesem Finale kam der Ungar György Sztantics auf den siebten und letzten Platz. Tags darauf wurde das 3000-Meter-Gehen ausgetragen. Sztantics gewann in 15:13,2 Minuten vor dem Deutschen Hermann Müller.